# Koy Sanjaq
Koy Sanjaq (kurdiska کۆیە, Koye) är en stad i provinsen Arbil i Irak.

## Personer från Koy Sanjaq
- Haji Qadir Koyi
- Dildar